# Humberto Suguimitzu
Humberto Suguimitzu Honda (Lima, 1934- 1997) fue un billarista peruano.

## Biografía
Nació en Lima (Perú), el 22 de abril de 1934. Desde muy joven se interesó por la práctica del billar. Su mayor logro fue alcanzar el Subcampeonato Mundial en el año 1966, disputando la final con el belga Raymond Ceulemans, con motivo del Campeonato Mundial que se efectuó en la ciudad de Lima. Además, en su larga trayectoria deportiva fue Campeón Sudamericano en la modalidad a Tres Bandas en: 1966 La Paz (Bolivia), 1968 Buenos Aires (Argentina), 1969 Buenos Aires (Argentina) y 1976 en Guayaquil (Ecuador). 
Fue distinguido con los Laureles Deportivos con la «Gran Cruz», máxima distinción que otorga el gobierno peruano a los deportistas que alcanzaron los méritos para tal distinción. Conformó una dupla con el maestro Adolfo Suárez. Entre ambos ganaron para el deporte peruano 9 Campeonatos Sudamericanos en la modalidad a Tres Bandas. Fue Campeón Nacional en 14 oportunidades. 
Falleció 8 de octubre de 1997, en la ciudad de Lima.

## Palmarés
- 1966 Campeón Sudamericano a Tres Bandas (La Paz) Bolivia.
- 1966 Subcampeón Mundial a Tres Bandas (Lima) Perú.
- 1968 Campeón Sudamericano a Tres Bandas (Buenos Aires) Argentina.
- 1969 Campeón Sudamericano a Tres Bandas (Buenos Aires) Argentina.
- 1973 Tercer lugar Mundial a Tres Bandas El Cairo, Egipto.
- 1976 Campeón Sudamericano (Guayaquil) Ecuador.